# Panzerspähwagen Kfz 13
O Panzerspähwagen Kfz 13 (também conhecido como Maschinengewehr-Kraftwagen) foi o primeiro veículo blindado de reconhecimento utilizado pelo Reichswehr depois da Primeira Guerra Mundial.
Foi desenvolvido tendo como base a limousine Adler Standard 6, fabricado pela Adlerwerke. Embora possuísse tração nas quatro rodas, o Kfz 13 tinha grande dificuldade de operação em terrenos acidentados. Foram construídas 147 unidades, para além das quais mais 40 foram produzidas, sendo estas denominadas "Funkkraftwagen Kfz 14", que possuíam um sistema de rádio/comunicação, ao invés da metralhadora do Kfz 13.
O Kfz 13 combateu durante a invasão da Polônia e durante a Batalha da França, sendo retirado de serviço ativo em 1941, sendo posteriormente utilizado para fins de treinamento.

## Galeria

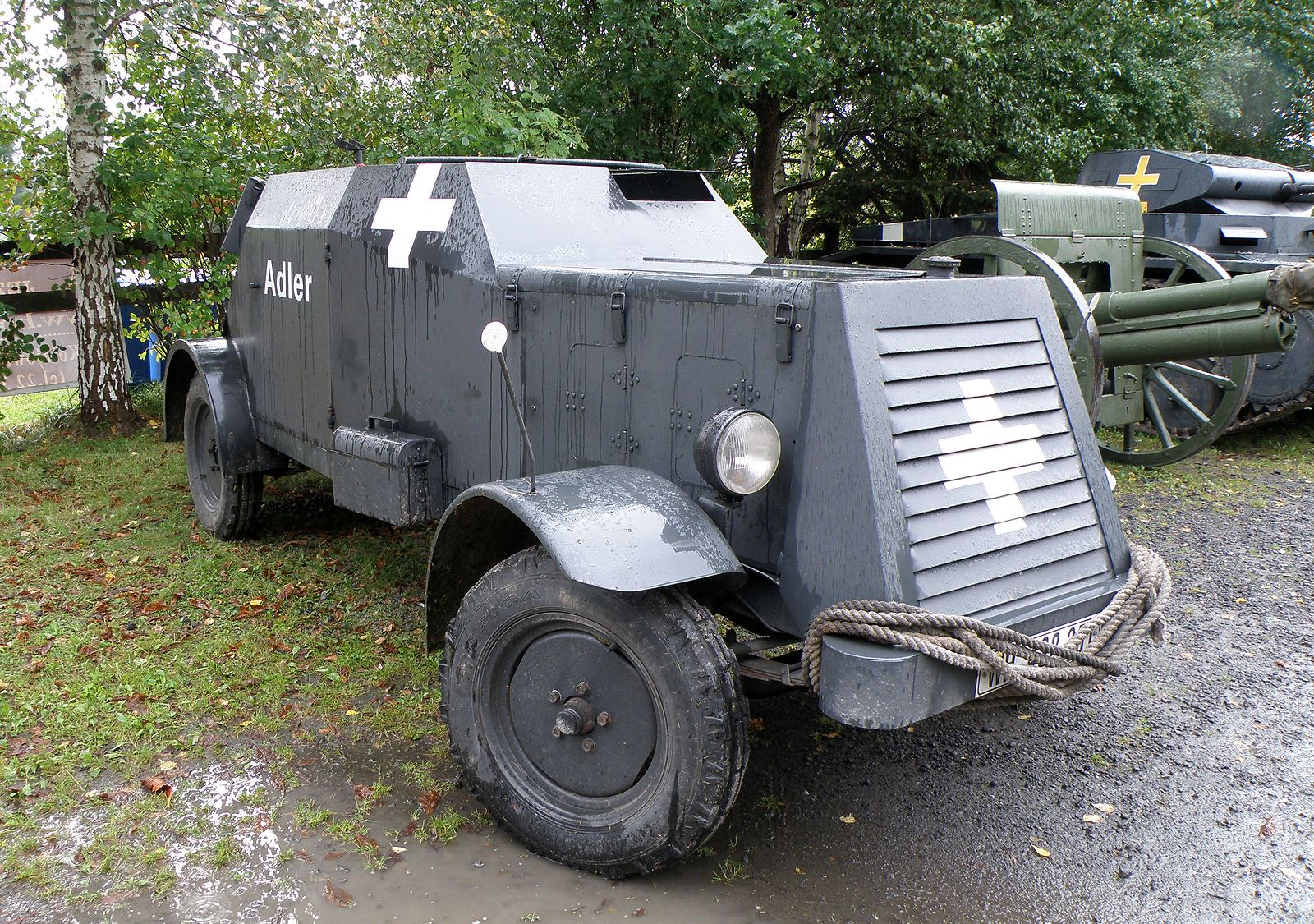
Vista frontal de um Kfz 13.
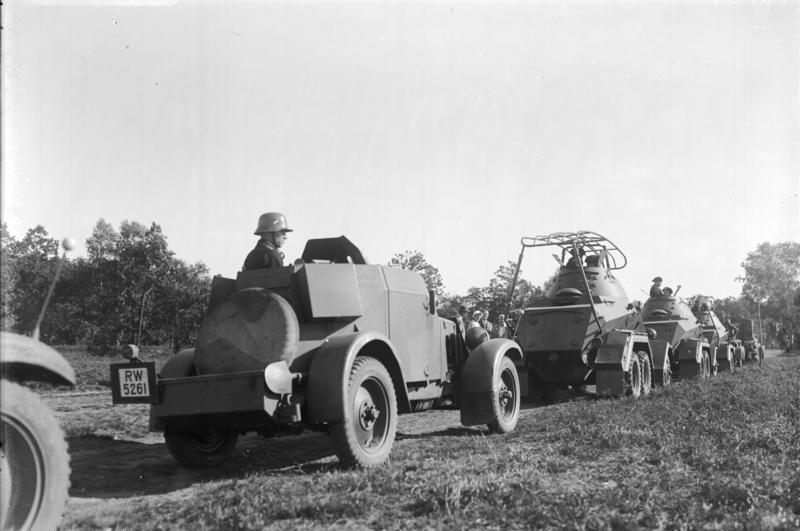
Setembro de 1935.
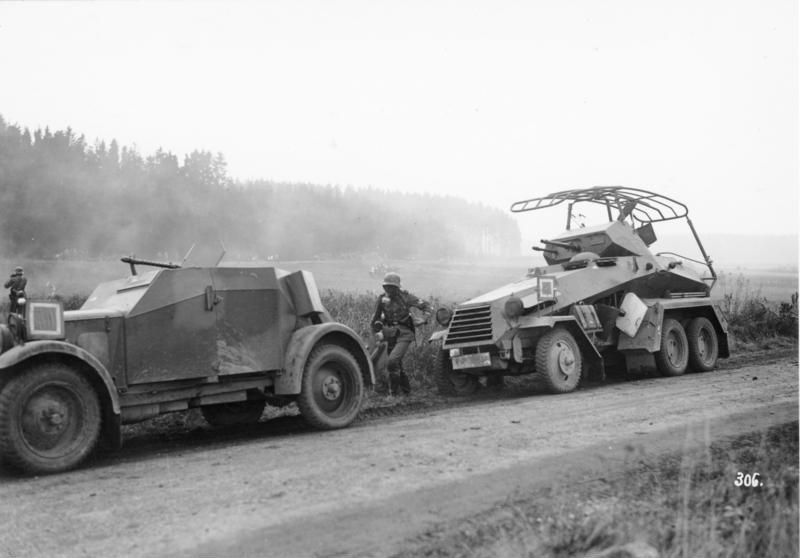
Um Kfz 13 à esquerda e um SdKfz 232 (Schwerer Panzerspähwagen), c. 1936.